# مستنقعات عين الزرقة
مستنقعات عين الزرقة هي أرض رطبة محمية من قبل إتفاقية رامسار للحفاظ على المناطق الرطبة، تأسست عام 2000 وتغطي مساحة 33 هكتارًا (82 فدانًا)، وحسب ماذكرت رامسار انها "سبخة طبيعية صغيرة أو منخفض مع اتصال طبيعي بالبحر، حيث تكون الارض رطبة على مدار السنة مع زيادة منسوب المياه والملوحة خلال الصيف تتكون السبخات، مع السهول الطينية وتجمع المستنقعات المالحة، وتحاط بالكثبان الرملية من الشرق إلى الغرب والتلال الصخرية إلى الجنوب والشرق. تعد أحد أهم الأراضي الرطبة في منتزه الكوف الوطني للطيور المائية المهاجرة، حيث تتوفر فيها فرصة للسياحة البيئة وللمهتمين بمراقبة الطيور ولكنها غير مستغلة، وتشكل عمليات الصيد الجائر وتجريف الغطاء النباتي تهديد كبير خلال فصل الصيف".